# آکواسیتی اودایبا

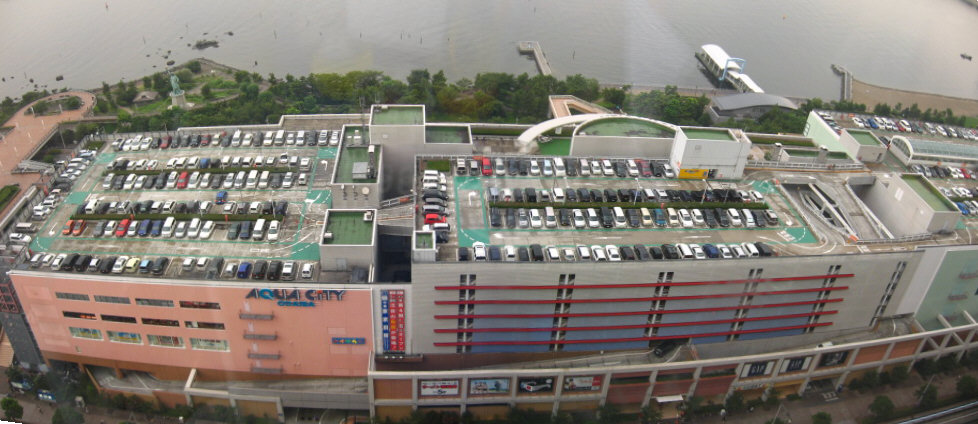
آکواسیتی اودایبا.

آکواسیتی اودایبا (به ژاپنی: アクアシティお台場 AQUA CiTY ODAIBA) مرکز خریدی است که در اودایبا، در منطقهٔ تایتوی توکیو پایتخت ژاپن واقع شده است. این مرکز خرید در جوار پارک ساحلی اودایبا و خلیج توکیو قرار دارد. آکواسیتی اودایبا در سال ۲۰۰۰ میلادی افتتاح شده است.

## دسترسی
- خط یوریکامومه، ایستگاه اودایبا-کائیهین-کوئن U-06

## نگارخانه

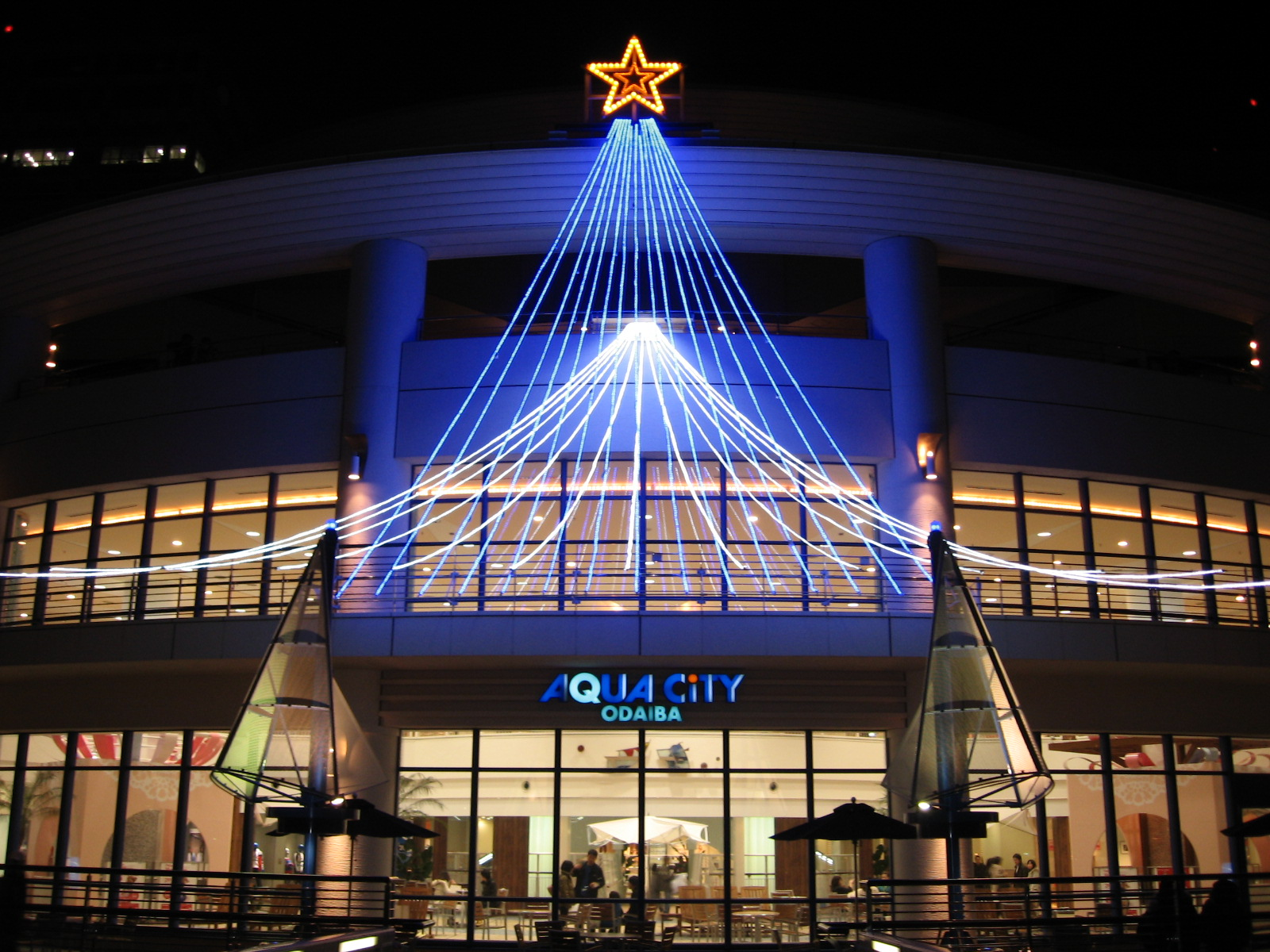
آکواسیتی اودایبا
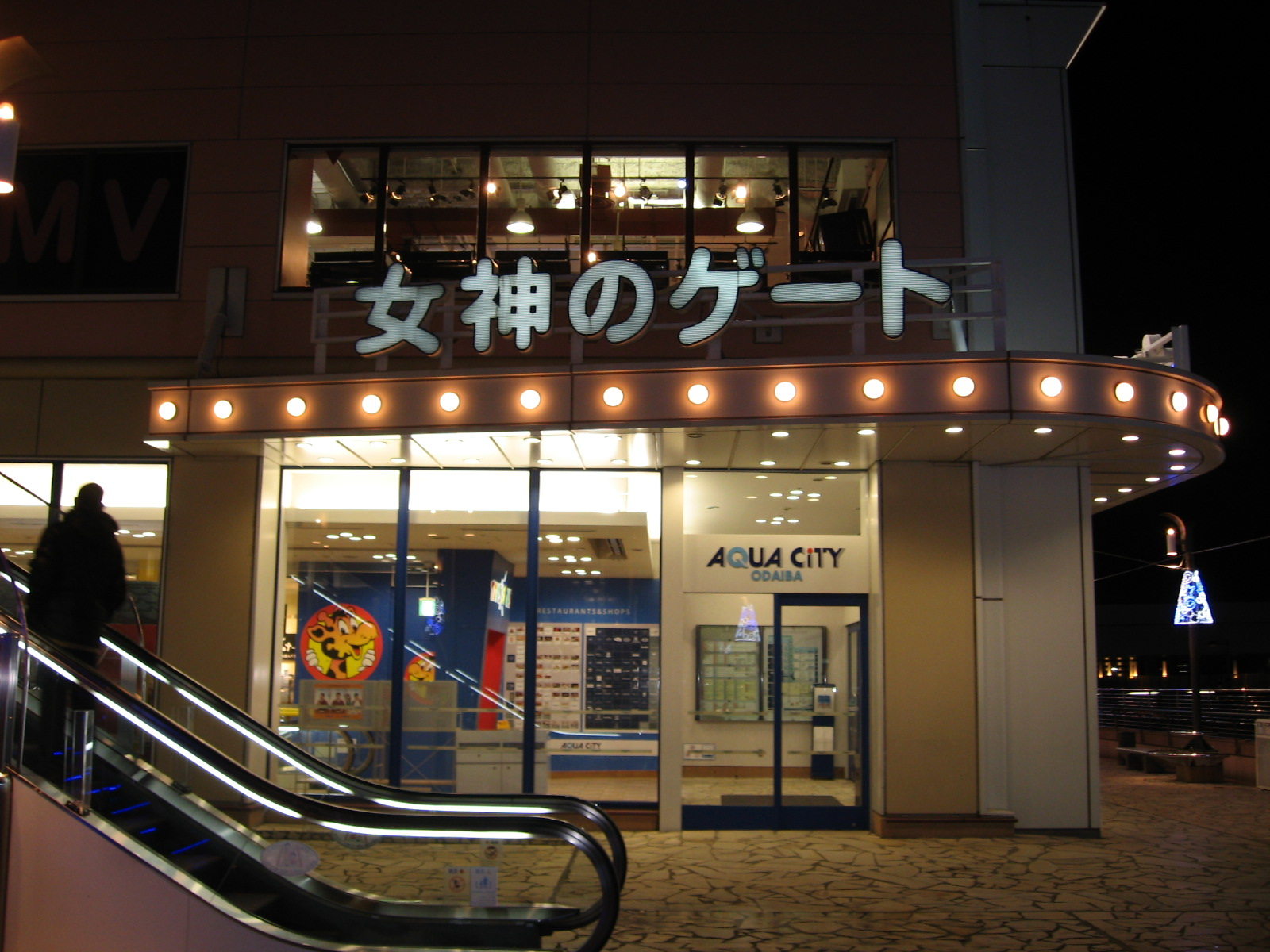
آکواسیتی اودایبا